# Dipoena hana
Dipoena hana là một loài nhện trong họ Theridiidae.
Loài này thuộc chi Dipoena. Dipoena hana được Chuandian Zhu miêu tả năm 1998.